# Buibau
Buibau (Boibau, Buibao, Boebau) ist ein osttimoresischer Suco im Verwaltungsamt Baucau (Gemeinde Baucau).

## Geographie
Buibau liegt im Osten des Verwaltungsamtes Baucau. Bei der Gebietsreform 2015 gab Buibau den Großteil seines Westens an Bahu und Tirilolo ab und erhielt dafür von Buruma den Süden der Neustadt Baucaus und weitere Territorien im Norden von Buruma und Caibada. An Seiçal ging die äußerste Ostspitze Buibaus, wofür es im Gegenzug einen Streifen im Südosten erhielt, der Buibaus Anteil am Ufer des Flusses Seiçal vergrößerte. Am 1. Oktober 2023 wurde der gesamte Westen als neuer Suco Builaique abgetrennt.
Im Westen grenzt der Suco Buibau nun an Builaique, im Nordwesten an Tirilolo, im Norden an Buruma, im Osten an den Suco Seiçal und im Süden an Samalari. Im Nordwesten gehören Teile der Neustadt der Gemeindehauptstadt Baucaus zu Buibau. Der Fluss Seiçal bildet einen Teil der Grenze zum Suco Seiçal. Zum Suco Buibau gehören die zwei Aldeias Buibau und Loidua.
Die Missionskirche von Buibai ist dem hl. Antonius geweiht.

## Einwohner
2015 lebten in den heute zu Buibau gehörenden Aldeias 2.240 Einwohner,

## Geschichte
Buibau war eines der traditionellen Reiche Timors, die von einem Liurai regiert wurden. Es erscheint auf einer Liste von Afonso de Castro, einem ehemaligen Gouverneur von Portugiesisch-Timor, der im Jahre 1868 47 Reiche aufführte. Im April 1896 schloss der Liurai von Buibau mit Portugal einen schriftlichen Vertrag über seinen Vasallenstatus. Es gibt Quellen, die angeben, dass die heutigen Sucos von Buibau, Builaique, Samalari, Uailili und Gariuai vor und während der gesamten Kolonialzeit im Reich Fatumaka vereinigt waren, deren Einwohner auch heute noch einen eigenen Dialekt des Makasae, das Makasae Fatumaka sprechen.
Ende 1979 wurden Tausende Osttimoresen zur besseren Bekämpfung des Widerstandes gegen die indonesischen Invasoren zwangsumgesiedelt. Eines der vielen Lager befand sich in Buibau. Mehrere Familien, die Angehörige im Widerstand hatten, wurden 1981 auf die Insel Atauro deportiert.

## Politik
Bei den Wahlen von 2004/2005 wurde Virgilio de Sarmento zum Chefe de Suco gewählt. Bei den Wahlen 2009 gewann Francisco Ximenes und wurde 2016 und 2023 in seinem Amt bestätigt.
2023 wurden zum Chefe de Aldeias gewählt: Januario O. Neto (Buibau) und Flaviano X. da Silva Guterres (Loidua).

## Wirtschaft
Buibau ist an den Ufern des Seiçals eines der Zentren des Reisanbaus im Verwaltungsamt Baucau.

## Persönlichkeiten
- Alzira Sequeira Freitas dos Reis (* 1979), Frauenrechtlerin